# قانغيرتاغ
قانغيرتاغ هي بلدة في مقاطعة كاسان في ولاية قشقداريا في أوزبكستان.